# 岩井光男
岩井 光男（いわい みつお、1945年（昭和20年）-　）は、日本の建築家。
三菱地所設計代表取締役副社長執行役員。東京都生まれ。

## 経歴
1970年（昭和45年）、日本大学理工学部建築学科を卒業し、三菱地所株式会社入社。同社丸の内設計部長、三菱地所設計専務取締役を経て現職。

## 代表作品
- 三菱養和会巣鴨スポーツセンター
- 経団連ゲストハウス
- ロイヤルパークホテル
- 三菱資料館
- 丸の内ビルディング
- 日本工業倶楽部・三菱信託銀行本店